# Roannes-Saint-Mary
Roannes-Saint-Mary é uma comuna francesa na região administrativa de Auvérnia-Ródano-Alpes, no departamento de Cantal. Estende-se por uma área de 36,12 km². Em 2010 a comuna tinha 1 127 habitantes (densidade: 31,2 hab./km²).